# Каменка (Турара Рискулова район)
Ка́менка (каз. Каменка) — село у складі району Турара Рискулова Жамбильської області Казахстану. Адміністративний центр Каракистацького сільського округу.
Населення — 2675 осіб (2021; 2454 у 2009, 2493 у 1999, 2649 у 1989).

## Відомі уродженці
- Байрамуков Іслам Ільясович (1971) — казахський борець вільного стилю, переможець, триразовий срібний та бронзовий призер чемпіонатів Азії, бронзовий призер Азійських ігор, срібний призер Олімпійських ігор. Заслужений майстер спорту Республіки Казахстан з вільної боротьби.